# Airaphilus paganettii
Airaphilus paganettii là một loài bọ cánh cứng trong họ Silvanidae. Loài này được Obenberger miêu tả khoa học năm 1918.